# 一德防山
一德防山（日语：／ Ittokubō-san）是日本紀伊山地的一座山峰，位於大阪府河内長野市，標高541公尺，是大阪50山之一。
山頂狹小，西側有山崩危險。山頂東南500公尺處建有鐵塔，緊鄰的一個臺地上設置有三角點（544.3公尺），可展望南側的編笠山（標高635公尺）和岩湧山（標高897.7公尺）。夜間更可展望河內長野市的夜景。
登山口位於南海巴士中日野巴士站附近，靠近岩湧寺。登山者多採用縱貫一德防山和編笠山的路線。